# Cadre-47/2-Europameisterschaft 1958

Logo CEB (ausrichtender Verband)

Veranstaltungsort: Gent

Die Cadre-47/2-Europameisterschaft 1958 war das 22. Turnier in dieser Disziplin des Karambolagebillards und fand vom 8. bis zum 11. Mai 1958 in Gent statt. Es war die dritte Cadre-47/2-Europameisterschaft in Belgien. Erstmals richtete die neu gegründete CEB das Turnier aus.

## Geschichte
In Gent wurde das bis dahin weltweit beste internationale Cadre 47/2 Turnier gespielt. Alle Bestleistungen waren neue Europarekorde. Entschieden wurde das Turnier durch eine Stichpartie. Nachdem Emile Wafflard seine erste Partie des Turniers gegen Joseph Vervest mit 366:400 verloren hatte und Vervest gegen Piet van de Pol mit 71:400 in der zweiten Rude verloren hatte, gewannen beide den Rest der Partien im Turnierverlauf. In der Stichpartie führte Vervest bereits mit 305:142. Dann beendete Wafflard nervenstark die Partie mit einer 258er Serie. Der Generaldurchschnitt (GD) nach acht Partien betrug 57,56 und war damit der neue Europarekord. Für die beiden weiteren Europarekorde sorgte der Niederländer van de Pol. Er verbesserte seine eigenen Rekorde im BED auf 400,00 und die Höchstserie (prolongiert) auf 678. Einen guten vierten Platz in diesem starken Feld belegte der Düsseldorfer Siegfried Spielmann.

## Turniermodus
Hier wurde im Round Robin System bis 400 Punkte gespielt. Es wurde mit Nachstoß gespielt. Damit waren Unentschieden möglich.
Bei MP-Gleichstand (außer bei Punktgleichstand beim Sieger) wird in folgender Reihenfolge gewertet:
1. MP = Matchpunkte
2. GD = Generaldurchschnitt
3. HS = Höchstserie

## Abschlusstabelle

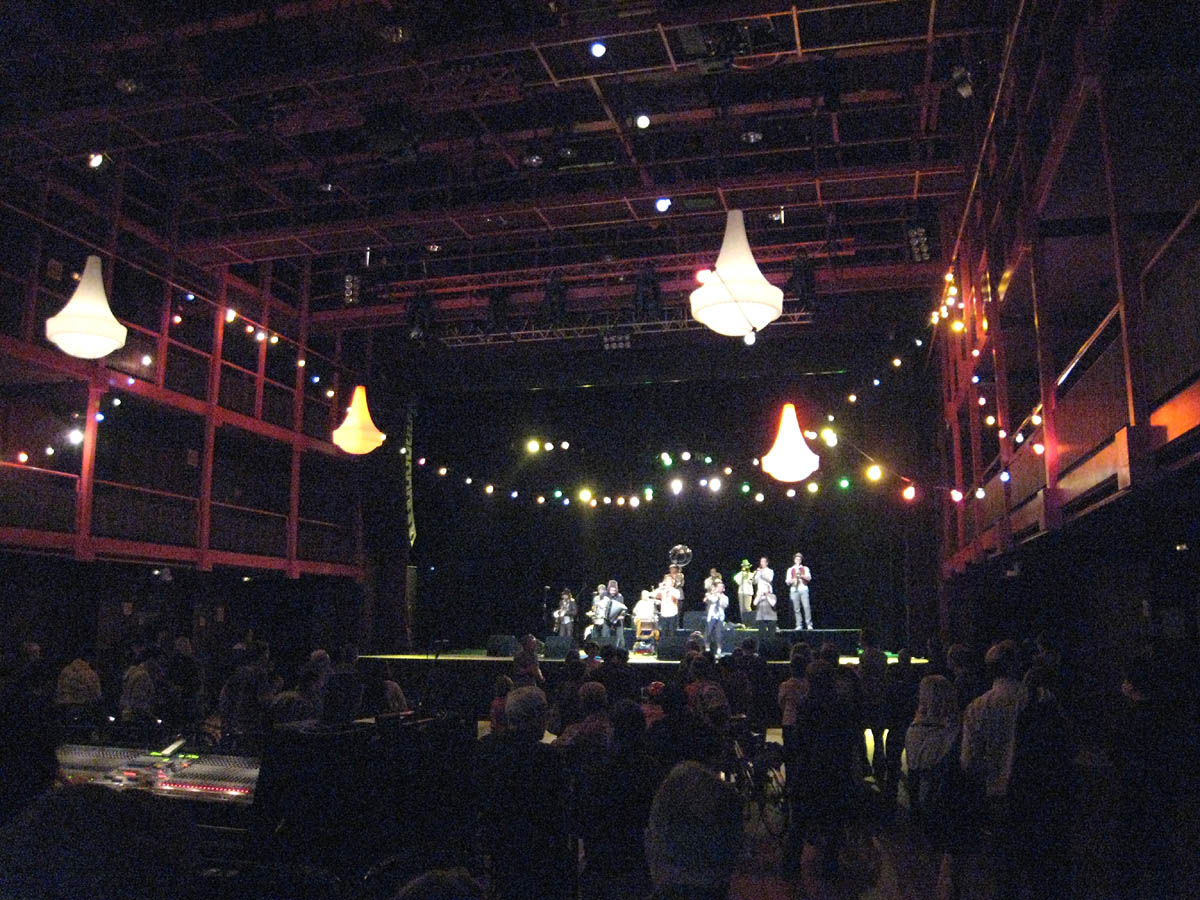
Schauburgsaal der Ancienne Belgique

| MP    | Match Points (Sieger = 2; Unentschieden = 1; Verlierer = 0) |
| Pkte. | Erzielte Karambolagen                                       |
| Aufn. | Benötigte Versuche                                          |
| GD    | Generaldurchschnitt                                         |
| BED   | Bester Einzeldurchschnitt eines Spielers                    |
| HS    | Höchstserie                                                 |
|       | Bester GD des Turniers                                      |
|       | Bester ED des Turniers                                      |
|       | Beste HS des Turniers                                       |
|       | 1. Platz (Gold)                                             |
|       | 2. Platz (Silber)                                           |
|       | 3. Platz (Bronze)                                           |

| Platz                                         | Name                 | MP   | Pkte. | Aufn. | GD     | BED    | HS  |
| --------------------------------------------- | -------------------- | ---- | ----- | ----- | ------ | ------ | --- |
| 1                                             | Emile Wafflard       | 12:2 | 2766  | 53    | 52,18  | 100,00 | 243 |
| 2                                             | Joseph Vervest       | 12:2 | 2471  | 53    | 46,62  | 80,00  | 282 |
| 3                                             | Piet van de Pol      | 10:4 | 2584  | 45    | 57,42  | 400,00 | 678 |
| 4                                             | Siegfried Spielmann  | 8:6  | 2382  | 59    | 40,37  | 66,66  | 241 |
| 5                                             | Klaus Nußberger      | 6:8  | 1650  | 87    | 18,96  | 40,00  | 124 |
| 6                                             | Ernst Rudolph        | 4:10 | 1927  | 74    | 26,04  | 50,00  | 195 |
| 7                                             | José Gálvez          | 4:10 | 1553  | 85    | 18,27  | 28,57  | 115 |
| 8                                             | José Alvarez Ossorio | 0:14 | 1147  | 102   | 11,24  | –      | 85  |
| Turnierdurchschnitt: 29,53 (ohne Stichpartie) |                      |      |       |       |        |        |     |
| Stichpartie                                   |                      |      |       |       |        |        |     |
| -                                             | Emile Wafflard       | 2:0  | 400   | 2     | 200,00 | 200,00 | 258 |
| -                                             | Joseph Vervest       | 0:2  | 305   | 2     | 152,50 | –      | 300 |
| nach Stichpartie                              |                      |      |       |       |        |        |     |
| 1                                             | Emile Wafflard       | 14:2 | 3166  | 55    | 57,56  | 200,00 | 258 |
| 2                                             | Joseph Vervest       | 12:4 | 2776  | 55    | 50,47  | 80,00  | 300 |
| Turnierdurchschnitt: 30,57 (mit Stichpartie)  |                      |      |       |       |        |        |     |